# Alessandro Ghibellini
Alessandro Giovanni Ghibellini (ur. 15 października 1947 w Genui) – włoski piłkarz wodny, srebrny medalista olimpijski z Montrealu. 
Trzykrotnie uczestniczył na letnich igrzyskach olimpijskich (IO 1968, IO 1972, IO 1976). Na igrzyskach w Montrealu w 1976 roku wraz z kolegami zdobył srebrny medal. Zagrał wtedy w 8 meczach, zdobywając 12 bramek. 